# تيد دابني
تيد دابني (الاسم الكامل: صموئيل فريدريك دابني الابن، ملقب بـ «تيد») (بالإنجليزية:Samuel "Ted" Dabney) (مواليد سان فرانسيسكو في 2 مايو 1937 - توفي 26 مايو 2018) هو مهندس كهرباء أمريكي، ومؤسس شركة أتاري(بالإنجليزية) مع زميله نولان بوشنيل(بالإنجليزية). ويعتبر صاموئيل صاحب ثورة حقيقية، فهو من جلب أول لعبة فيديو رقمية إلى الأسواق في سبعينيات القرن الماضي.واجتاحت اللعبة الأشهر عالمياً “أتاري” بعد تسويقها معظم البيوت في أميركا والعالم، وكذلك لقيت رواجا كبيرا عند فئة الشباب.
وتميز المهندس بعبقريته في اختراع “أتاري”، حيث صمم أول نموذج للعبة في غرفة نومه، مستخدما تقنيات ومواد إلكترونية غير مكلفة.
وعندها، استطاع صاموئيل الملقب بـ “تيد” إدخال أول لعبة فيديو تجارية إلى الأسواق العالمية، ودخل معها التاريخ الرقمي في 1971.

## وفاته
توفي صاموئيل تيد بعد صراع مع مرض عضال (سرطان المريء) في منزله في كليرليك Clearlake, ولاية كاليفورنيا الأميركية، في 26 مايو 2018، عن عمر 81 سنة. بحسب “نيويورك تايمز”.